# HD 200073
HD 200073，又名CD-3914079，SAO 212653、HR 8046，是一颗恒星，视星等为5.94，位于銀經4.15，銀緯-41.35，其B1900.0坐标为赤經20h 56m 2.4s，赤緯-38° -41.35′ 8″。